# Micronecta
Micronecta (лат.) — род мелких водяных клопов из подсемейства Micronectinae семейства гребляков (Corixidae) или семейства Micronectidae Jaczewski, 1924. Около 100 видов, встречаются в Старом Свете.

## Описание
Мелкие водяные клопы, длина от 1 до 4 мм. Усики 3-члениковые. Тело удлинённое, немного уплощённое, голова широкая. Фасеточные глаза большие, простые глазки отсутствуют. Щиток свободный. Лапки задних ног 2-члениковые (передних и средних — 1-члениковые). У самцов правосторонняя асимметрия брюшка; на VI тергите развит маленький стригилл; коготок передних лапок лопастевидный. Питаются водорослями. Живут в озерах, прудах и реках, часть видов в стоячих или почти стоячих водах, другие в проточных. Некоторые виды распространены очень широко. В тропиках, это макроптерные клопы или со значительной долей макроптерных особей. Также обитают на сельскохозяйственных полях, болотах, лужах, или в застойных руслах, например, Micronecta quadristrigata. Другие виды имеют более ограниченное распространение, и, как правило, ограничиваются более или менее стоячими водами, связанными с ручьями и проточными водами; такие виды могут быть преимущественно короткокрылыми.
Включает вид Micronecta scholtzi, который получил известность как самое громкое относительно своего размера животное (при длине 2 мм самец стридулирует для привлечения самки, проводя половым органом по брюшку и издаёт звук силой до 99,2 дБ, что сравнимо с шумом проходящего грузового поезда).
Хромосомный набор у исследованных видов равен 2n=24(22+XY).

## Систематика
Около 100 видов. Род был впервые выделен в 1897 году английским энтомологом George Willis Kirkaldy (1873—1910) на основании типового вида Notonecta minutissima Linnaeus, 1758. Вид Micronecta ludibunda был завезён из Азии в США (Флорида). В Европе 8 видов (carpatica, leucocephala, scholtzii(=meridionales), minuscula, minutissima, griseola, pusilla, poweri). В Палеарктике 31 вид, в России — 9 видов. Ранее, для Европейской части СССР указывалось шесть видов, а для всего СССР — 11 видов. В Китае около 30 видов. На Борнео обитает 8 видов. В Казахстане — 4 вида. В Австралии — 14 видов. В 2013 году три вида (Micronecta australiensis, M. micra, M. carinata) были выделены в отдельный род Austronecta gen. nov.
- Micronecta acuminata Ha & Tran, 2021 — Вьетнам[22]
- Micronecta adelaidae Ling-Chu Chen, 1965 — Австралия
- Micronecta altera  Wróblewski, 1972
- Micronecta anatolica  Lindberg, 1922 — Ближний Восток, Юго-Восточная Азия
- Micronecta annae Kirkaldy, 1905
- Micronecta arcuata Ha & Tran, 2021 — Вьетнам[22]
- Micronecta australiensis Ling-Chu Chen, 1965
- Micronecta caperata Ha & Tran, 2021 — Вьетнам[22]
- Micronecta carinata Ling-Chu Chen, 1965
- Micronecta carpatica Wróblewski, 1958
- Micronecta clavata Ha & Tran, 2021 — Вьетнам[22]
- Micronecta cultellata Ha & Tran, 2021 — Вьетнам[22]
- Micronecta decorata Lundblad, 1933[23]
- Micronecta drepani Nieser, 2000 — Китай, Таиланд[8]
- Micronecta erythra Nieser et al., 2005 — Китай[8]
- Micronecta fugitans  Breddin, 1905
- Micronecta fulvopicta Ha & Tran, 2021 — Вьетнам[22]
- Micronecta griseola Horváth, 1899
- Micronecta guttatostriata Lundblad, 1933 — Вьетнам, Индонезия, Китай, Малайзия, Таиланд[8]
- Micronecta halei Ling-Chu Chen, 1965 — Австралия
- Micronecta haliploides  Horváth, 1904
- Micronecta jaczewskii Wróblewski, 1962 — Вьетнам, Китай, Таиланд[8]
- Micronecta janssoni Nieser et al., 2005 — Китай[8]
- Micronecta jennifeae Tinerella, 2006
- Micronecta khasiensis  Hutchinson, 1940
- Micronecta kymatista Nieser & Chen, 1999[24]
- Micronecta lakimi Chen et al., 2015 — Борнео[3]
- Micronecta lansburyi Wróblewski, 1972 — Австралия
- Micronecta lemnae Nieser, 2000 — Китай, Малайзия, Таиланд[8]
- Micronecta leucocephala (Spinola, 1837)
- Micronecta liewi Chen et al., 2015 — Борнео[3]
- Micronecta lobata Nieser et al., 2005 — Китай[8]
- Micronecta ludibunda Breddin, 1905[25]
- Micronecta lumutensis  Chen, Nieser & Lansbury, 2008[26]
- Micronecta major Ling-Chu Chen, 1965 — Австралия
- Micronecta malayana Leong, 1966[27]
- Micronecta melanochroa Nieser et al., 2005 — Китай[8]
- Micronecta micra Kirkaldy, 1908
- Micronecta minuscula Poisson, 1929
- Micronecta minutissima (Linnaeus, 1758)
- Micronecta nieseri Ha & Tran, 2021 — Вьетнам[22]
- Micronecta ornitheia Nieser et al., 2005 — Китай[8]
- Micronecta paragoga Tinerella, 2013 — Австралия[21]
- Micronecta pingae Ha & Tran, 2021 — Вьетнам[22]
- Micronecta polhemusi  Nieser, 2000
- Micronecta poweri (Douglas & Scott, 1869)
- Micronecta pusilla (Horváth, 1895)
- Micronecta queenslandica Ling-Chu Chen, 1965 — Австралия
- Micronecta quadristrigata Breddin, 1905 — Австралия, Иран, Китай, тропическая Азия
- Micronecta scholtzi (Fieber, 1860)
- Micronecta sinuata Ha & Tran, 2021 — Вьетнам[22]
- Micronecta skutalis Nieser & Chen, 1999[24]
- Micronecta tarsalis  Chen, 1960
- Micronecta tasmanica  Wróblewski — Австралия
- Micronecta tuwanoni  Nieser, Chen, Leksawasdi, Thanyakam & Duangsupa, 2004
- Micronecta undulata Ha & Tran, 2021 — Вьетнам[22]
- Micronecta vietnamica Ha & Tran, 2021 — Вьетнам[22]
- Micronecta virgata Hale, 1922 — Австралия
- Micronecta windi Ling-Chu Chen, 1965
- Другие виды